# Mathias Eckel
Mathias Eckel   (1516 (Gregorià) - 1545 (Gregorià)) fou un compositor alemany de la primera meitat del segle xvi.
Musicà diverses cançons escrites en diferents llengües, formant amb totes elles una col·lecció. Algunes composicions d'aquest autor, junt amb les d'altres compositors, es troben disperses en diverses col·leccions, molt rares avui dia.